# Blattodea
Blattodea é uma ordem de insetos que inclui as baratas e as térmitas. Anteriormente, as térmitas estavam incluídas numa ordem separada, Isoptera, mas as evidências genéticas e moleculares sugerem um parentesco intímo com as baratas, mudando a antiga ordem Isoptera para a posição de subordem, tendo ambos grupos evoluído a partir de um antepassado comum. Blattodea e os louva-a-deus (ordem Mantodea) são agora considerados parte da superordem Dictyoptera. Blattodea inclui aproximadamente 4 400 espécies de baratas em quase 500 géneros, e cerca de 3 000 espécies de térmitas em aproximadamente 300 géneros.
As térmitas são insetos eussociais de cor pálida e corpo mole que vivem em colónias, enquanto as baratas são insetos de cor escura (frequentemente castanhas), segmentados e esclerotinizados. No interior da colónia, as térmitas têm um sistema de castas, com um par de reprodutores maduros, o rei e a rainha, e um grande número de trabalhadores e soldados estéreis. As baratas não formam colónias, mas têm tendência para agregar-se e podem ser consideradas pré-sociais, e todos os adultos são capazes de reproduzir-se. Outras semelhanças entre estes dois grupos incluem vários comportamentos sociais, seguimento de trilhos, reconhecimento de parentesco e métodos de comunicação.